# Al-Imara
Al-Imara (arab. ‏العمارة‎) – dawna palestyńska wieś, położona przy pustyni Negew, 27 km (17 mi) na północny zachód od Beer Szeby.

## Historia
W okresie mandatu brytyjskiego miejscowość została sklasyfikowana jako osada w Palestine Index Gazetteer.
Podczas wojny arabsko-izraelskiej w 1948 wioska została zajęta przez Brygadę Jiftach na początku października, bez żadnego oporu, mieszkańcy uciekli. Żydowski kibuc Urim został zbudowany na terenach dawnej Al-Imary, około 1 km na  południe od pierwotnego centrum wsi.

Palestyński historyk Walid Chalidi tak opisał pozostałości wioski:

Miejsce na wsi zostało całkowicie zabudowane przez kibuc Urim. Chociaż kibuc został założony w 1946 w sąsiedztwie wioski Al-Imara, podczas wojny arabsko-izraelskiej został przeniesiony na teren byłego brytyjskiego posterunku policji. Około 2 km na południowy wschód od obecnego kibucu znajdują się pozostałości kilku kamiennych konstrukcji. Były to domy należące do rodzin beduińskich przed 1948 i nie były uważane za część Al-Imary.